# BMW K1300 GT
La BMW K1300 GT è una motocicletta prodotta dalla casa motociclistica tedesca BMW Motorrad dal 2009 al 2011.

## Descrizione
A spingere la moto c'è un motore a quattro cilindri in linea da 1293 cm³ con distribuzione bialbero a 16 valvole. Il propulsore è disposto frontemarcia. Il sistema sospensivo è composto all'anteriore da un Duolever con ammortizzatore centrale, mentre al posteriore è presente un monoammortizzatore.
La K1300 GT è stata presentat il 7 ottobre 2008 alla fiera motociclistica Intermot a Colonia. Come per tutti i modelli della serie K, è stata prodotta nello stabilimento BMW di Berlino a Spandau fino al 2011, anni in cui è stata sostituita dalla 1600 GT K.
Il motore è un quattro cilindri in linea raffreddato a liquido che genera una potenza di 118 kW (160 CV) a 9000 giri/min e una coppia massima di 135 Nm a 8000 giri/min. I cilindri hanno un alesaggio di 80 mm, mentre la corsa del pistone è di 64,3 mm. Il rapporto di compressione è pari a 13.0:1. I due alberi a camme in testa vengono comandati da una catena e azionano tramite dei bilancieri le due valvole di aspirazione e di scarico.
La moto accelera da 0 a 100 km/h in 3,3 secondi e raggiunge una velocità massima di 260 km/h.
Il telaio è costruito in alluminio. All'avantreno è presente una sospensione anteriore è del tipo Duolever con 115 mm di escursione, coadiuvata da un doppio freno a disco con pinze a quattro pistoncini. La ruota posteriore è fissata al telaio tramite un forcellone oscillante in alluminio a doppio snodo. Il sistema antibloccaggio (ABS) è di serie. Il freno a pedale agisce sulla ruota posteriore, mentre il freno al manubrio su entrambe le ruote.